# Grieks-Bactrisch koninkrijk
Het Grieks-Bactrisch koninkrijk of Graeco-Bactrisch koninkrijk was het door Griekse koningen geregeerde gebied in Centraal-Azië dat zich rond 250 v.Chr. afscheidde van het Seleucidische rijk.

## Omvang
Het Grieks-Bactrisch koninkrijk vormde in de 3e tot 2e eeuw v.Chr. (samen met het later afgescheiden Indisch-Griekse koninkrijk) het oostelijkste deel van de hellenistische wereld. Het Grieks-Bactrische rijk omvatte hoofdzakelijk Bactrië (het tegenwoordige noordoosten van Afghanistan ten noorden van de Hindoekoesj) en het noordelijker gelegen Sogdië ("Sogdiana", een gebied dat delen van het huidige Tadzjikistan, Kirgizië en oosten van Oezbekistan beslaat).
De belangrijkste steden van het rijk waren Bactra (het huidige Balkh), Antiochië in Margiana (Merv) en Alexandrië aan de Oxus (waarschijnlijk Kampyr-Tepe). Die laatste stad is opgegraven, net als Taxila en Ai-Khanoum. In het rijk vond een versmelting van de Griekse en Indo-Arische cultuur plaats.
De expansie van de Bactrische Grieken in Noord-India rond 180 v.Chr. leidde tot Indisch-Griekse rijken, die standhielden tot circa 10 na Christus. Aan het Grieks-Bactrisch rijk kwam een einde door invasies van nomadische volkeren uit Centraal-Azië.

## Geschiedenis

### Ontstaan en uitbreiding
De vorsten van het Seleucidische rijk hadden te maken met veel problemen, waaronder een bijna permanente staat van oorlog met het machtige Ptolemaeïsch Egypte. Ze hadden niet de middelen hun uitgestrekte rijk overal onder de duim te houden. Voortdurend kwamen lokale generaals en satrapen in opstand. Zo kreeg Diodotus I, de Griekse gouverneur ("satraap") van Bactrië, de kans in opstand te komen tegen de Seleuciden toen die in het westen hun handen vol hadden aan een van de vele oorlogen met Egypte. Hij kroonde zichzelf tot koning van Bactrië. Diodotus en zijn opvolgers waren niet alleen in staat de Seleucidische tegenaanvallen af te slaan, maar wisten het koninkrijk zelfs flink uit te breiden.
De Bactrische Grieken voerden een actieve kolonisatiepolitiek in de vruchtbare stroomgebieden van de Oxus (Amu Darja) en de oases van de centrale Bactrische vlakte. Ze stichtten nieuwe dorpen en steden, waar de lokale bevolking zich mengde met Griekse emigranten. Het koninkrijk bereikte een hoge graad van urbanisatie met een relatief grote bevolking. De vele doorgaande handelsroutes, zoals de zijderoute, zorgden voor grote welvaart. Talloze Griekse kooplieden, handwerkslieden en kunstenaars afkomstig uit de hele hellenistisch-Griekse wereld vestigden zich in Bactrië. Eeuwenlang zou deze relatief grote Griekse instroom invloed hebben op de taal en cultuur van de regio, ook nadat de Griekse dynastieën tot het verleden behoorden. Zo is tot op heden de Griekse invloed op o.a. de Indiase beeldhouwkunst merkbaar.

### Verval en einde
Het eerste deel van de 2e eeuw v.Chr. was een tijd van oorlogen, die tot grote gebiedsuitbreiding leidden. Veel van de Bactrische heersers bekeerden zich tot het boeddhisme.
De Bactrische Grieken hadden goede verhoudingen met het boeddhistische Mauryarijk in het oosten. De Maurya's bestuurden sinds de tijd van Seleucus I het vruchtbare gebied rond de Indus, waar zich veel Griekse kolonisten gevestigd hadden. In de goede betrekkingen kwam verandering toen de laatste Mauryakeizer in 185 v.Chr. vermoord en opgevolgd werd door diens generaal Pusyamitra Sunga, de stichter van het Sungarijk. De nieuwe keizer was een aanhanger van het brahmanisme en liet Grieken en boeddhisten, die hij als heidenen beschouwde, vervolgen.
De Grieks-Bactrische koning Demetrius I trok rond 185 v.Chr. over de Hindoe Koesj de Punjab binnen. Hij veroverde gebied tot ver in het oosten. Er zijn bewijzen dat hij oprukte tot in de buurt van Pataliputra, de hoofdstad van het Sungarijk. Een andere opmerkelijke koning was Eukratides I, die rond 171 v.Chr. aan de macht kwam. Nadat Eukratides in 145 v.Chr. vermoord werd, vermoedelijk door een van zijn zoons, volgde een instabiele periode waarin kort regerende koningen elkaar onderling bevochten. Als gevolg verzwakte de Grieks-Macedonische heerschappij.
Rond 120 v.Chr maakten de vanuit het Tarimbekken in het noordoosten binnenvallende Yuezhi en Saken (of Shaka's) een einde aan de Griekse heerschappij over Bactrië. De Shaka's waren een Oost-Iraans volk, nauw verwant aan de in Europa bekendere Scythen. In India worden de nieuwe Shakaheersers Indo-Scythen genoemd. Hun heerschappij was er echter maar van korte duur. Ze vielen aan het begin van de 1e eeuw n.Chr. ten prooi aan de volgende invasie: die van de Kushana's.

## Onderzoek
Geschriften uit deze tijd hebben voor een deel een boeddhistisch karakter (de bekendste Grieks-Indische koning Menandros (2e eeuw voor Chr.) was waarschijnlijk ook boeddhist), maar er is ook informatie met een meer economisch karakter, zoals rekeningen en ontvangstbewijzen.